# Champaign County, Illinois
Champaign County är ett county i delstaten Illinois, USA. Den administrativa huvudorten (county seat) är Urbana.

## Geografi
Enligt United States Census Bureau har countyt en total area på 2 585 km². 2 582 km² av den arean är land och 3 km² är vatten.

### Angränsande countyn
- Ford County - nord
- Vermilion County - öst
- Edgar County - sydost
- Douglas County - syd
- Piatt County - väst
- McLean County - nordväst

### Orter
- Champaign
- Ogden
- Urbana (huvudort)